# Combat de Hooglede
Guerre des Paysans
Batailles
- Saint-Nicolas
- 1er Boom
- Merchtem
- Zele
- Malines
- 2e Boom
- Hooglede
- Moorslede
- Zonnebeke
- 1er Diest
- 1er Louvain
- Alost
- Turnhout
- Enghien-Hal
- Hérinnes
- Audenarde
- Leuze
- 2e Louvain
- Ingelmunster
- Duffel
- Herentals
- Arzfeld
- Clervaux
- Amblève
- Stavelot
- Pollare
- Londerzeel
- Kapelle-op-den-Bos
- Bornem
- Meerhout
- 2e Diest
- 3e Diest
- Mol
- Jodoigne
- Marilles
- Beauvechain
- Hélécine
- Kapellen
- Meylem
- Hasselt

Le Combat de Hooglede se déroule le 25 octobre 1798 pendant la guerre des Paysans. Il s'achève par la victoire des républicains qui mettent en fuite une troupe d'insurgés près de Hooglede.

## Déroulement
Partie d'Ypres, une colonne républicaine de 25 volontaires et 12 hussards du 2e régiment regagne la ville après un affrontement contre les rebelles,.